# Ponte Alta do Bom Jesus
Ponte Alta do Bom Jesus este un oraș în Tocantins (TO), Brazilia.